# 哈爾濱斯普林斯 (加利福尼亞州)
哈爾濱斯普林斯（英語：Harbin Springs）是位於美國加利福尼亞州萊克縣的一個非建制地區。該地的面積和人口皆未知。

## 地理
哈爾濱斯普林斯的座標為38°47′16″N 122°39′20″W / 38.78778°N 122.65556°W，而該地的平均海拔高度為474米（即1555英尺）。